# Абрамов, Лев Иоахимович
Лев Иоахи́мович (Я́ковлевич) Абра́мов (14 июня 1911, Варшава — 29 февраля 2004, Москва) — советский и российский шахматист; мастер спорта СССР (1940), международный мастер ИКЧФ (1979), международный арбитр (1957). Судья всесоюзной категории (1963). Представлял общество «Спартак» (Москва).

## Биография
Родился 14 июня 1911 года в Варшаве, но вскоре после рождения переехал в Санкт-Петербург; много лет прожил в доме 64 по набережной Фонтанки. После окончания войны переехал в Москву, где и прожил до конца жизни.
По профессии — инженер-строитель; окончил Ленинградский строительный институт, во время войны работал в Комитете Обороны страны и был удостоен орденов Трудового Красного Знамени и «Знак Почёта».
Начальник отдела шахмат Всесоюзного комитета по физической культуре и спорту (1956—1959), ответственный секретарь (1959—1961), заместитель председателя Шахматной федерации СССР (1961—1966), вице-президент ИКЧФ (1957—1969). Шахматный журналист; автор ряда книг, статей, методических пособий по вопросам судейства, правилам игры и проведения соревнований.
Л. И. Абрамов — участник ряда чемпионатов Ленинграда (лучший результат — 3—6 места, 1939 г.), Москвы (5—6 места, 1958 г.), полуфиналов чемпионатов СССР. В 1940 году выиграл матч у И. А. Кана и получил звание мастера спорта. В 1948 г. в чемпионате ДСО «Зенит» поделил 1—2 места с Ю. Л. Авербахом. Серебряный призёр чемпионата Европы по переписке (1969—1972 гг.; 2—3-е места с М. М. Клецелем, победителем турнира стал М. И. Говбиндер). Главный судья многих соревнований, в том числе Спартакиад народов СССР (1956—1967 гг.).
Был женат, имел сына Александра.